# Debbie Gibson
Deborah Ann Gibson (Brooklyn, New York, 31 augustus 1970) is een Amerikaanse singer-songwriter. Ze is vooral bekend van de hit Foolish beat uit 1988. Met dat nummer is ze tot op heden de jongste persoon (17) met een zelf gezongen, geschreven én geproduceerde Amerikaanse nummer 1-hit.

## Biografie
Gibson groeide op in Merrick op Long Island in een muzikaal gezin. Op jonge leeftijd leerde ze al ukelele en piano spelen en op haar vijfde schreef ze haar eerste liedje: Make sure you know your classroom. Een jaar later won ze een pianowedstrijd met Für Elise en niet lang daarna speelde ze mee in musicalproducties en zong ze in het kinderkoor van de Metropolitan Opera. Op 12-jarige leeftijd won ze de eerste prijs in een liedjesschrijfwedstrijd met het liedje I come from America.
Toen Gibson dertien was, had ze haar eerste manager. Deze voorkwam dat Debbie Gibson een kindsterretje zou worden en liet haar geen professioneel werk doen voor ze zestien was. In die tijd leerde Gibson veel over onder meer tekstschrijven, produceren en arrangeren. Tegen de tijd dat ze zestien werd, had ze al meer dan 200 nummers geschreven. Ze had gauw een platencontract te pakken bij Atlantic Records en in december 1986 kwam haar eerste maxisingle Only in my dreams uit, een nummer dat ze op 13-jarige leeftijd geschreven had. Twee maanden later verscheen het nummer ook op 45-toerensingle. Eind 1987 haalde het nummer de vierde plaats in de Billboard Hot 100. Ook met de opvolgers Shake your love en Out of the blue, het titelnummer van haar debuutalbum, haalden de Amerikaanse top 5. Met de vierde single Foolish beat had ze haar eerste Amerikaanse nummer 1-hit en enige Nederlandse top 10-hit te pakken. Ze had George Michael geschreven met de vraag om Foolish beat te produceren, maar toen ze geen antwoord kreeg, besloot ze het zelf te doen. Daarmee werd ze op 17-jarige leeftijd de jongste persoon met een zelf gezongen, geschreven én geproduceerde Amerikaanse nummer 1-hit; een record dat ze nog altijd in handen heeft.

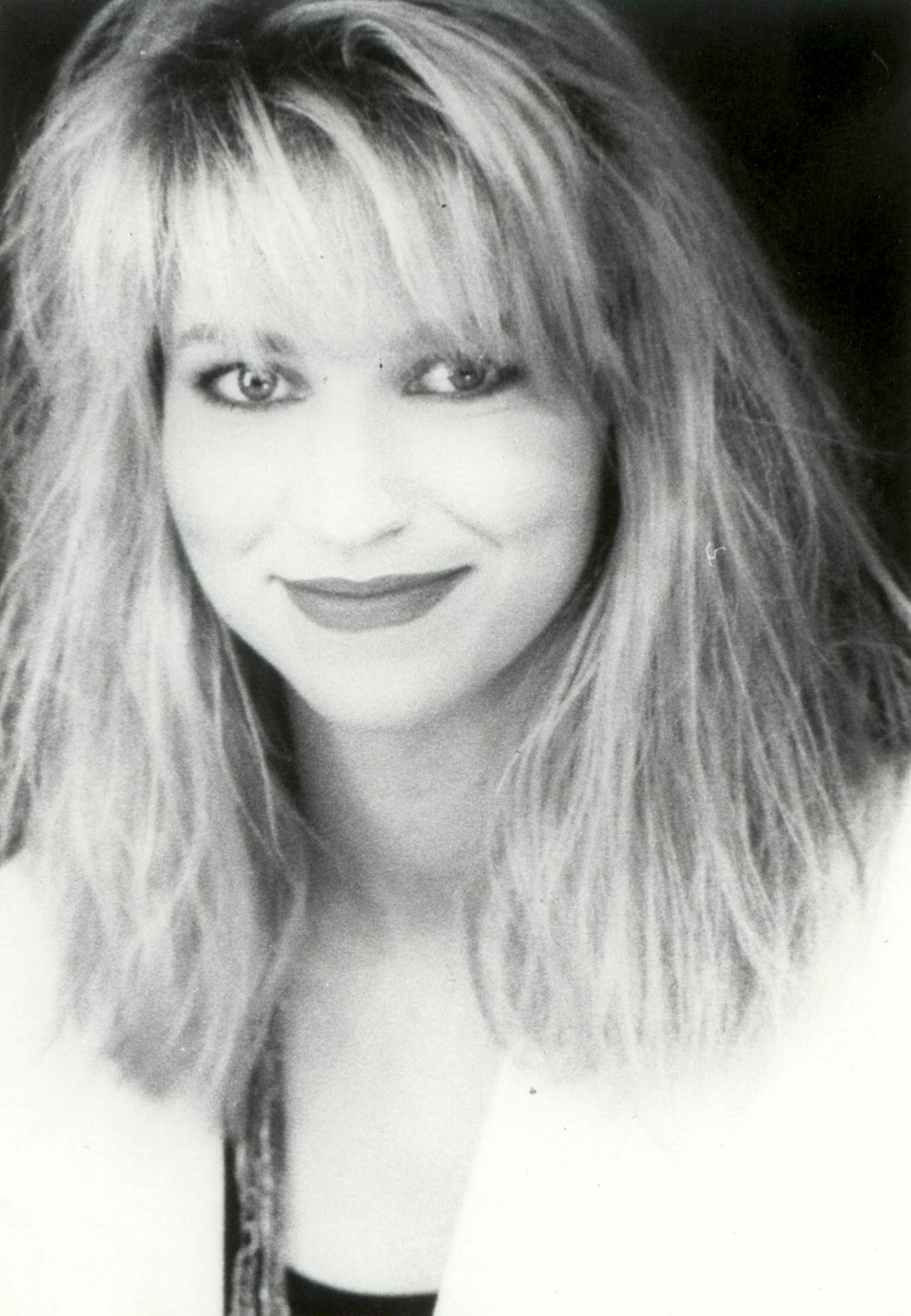

In 1989 bracht Gibson haar tweede album Electric youth uit. Het album en de eerste single ervan Lost in your eyes bereiken de eerste plaats in de Amerikaanse hitparade. Hoewel de release van het album gepaard ging met het uitbrengen van een speciale Electric youth-parfum, nam haar populariteit daarna langzaam af. De singles Electric youth en No more rhyme werden weliswaar nog top 20-hits, maar de vierde single We could be together kwam maar tot plaats 71.
Hoewel ze na 1989 singles en albums bleef uitbrengen, hadden deze niet meer het succes van haar eerste twee platen. Alleen Anything is possible van het gelijknamige album uit 1990 en Losin' myself van Mind body soul uit 1993 werden bescheiden hits. Wel maakte ze in 1991 nog deel uit van Voices That Care, een gelegenheidskoor ten behoeve van het Internationale Rode Kruis. Vanaf 1992 verlegde ze echter haar aandacht naar musicals. Dat jaar stond ze in Broadway als Eponine in Les Misérables. Een jaar later speelde ze Sandy in de West-Endversie van Grease. In het Verenigd Koninkrijk leverde haar dat een nummer 13-hit op met You're the one that I want, het bekendste nummer uit die musical. Ze zong het met Craig McLachlan, die Danny speelde. Hierna speelde ze onder meer nog in Beauty and the beast, Joseph and the Amazing Technicolor Dreamcoat, Chicago en Cabaret.

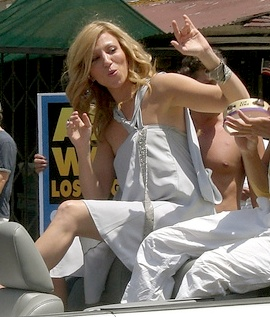
Deborah Gibson in 2007

Na in 1995 op SBK Records haar vijfde album Think with you heart te hebben opgenomen, richtte ze haar eigen platenlabel op. Daarop bracht ze in 1996 het album Deborah uit. Vanaf dat moment trad ze op onder haar echte naam Deborah Gibson. In 2001 volgt het album M.Y.O.B. (Mind Your Own Business) en in 2003 Colored lights: The Broadway album. Op dat album zingt ze musicalliedjes, waaronder het nummer Sex van haar eigen musical Skirt. Het is haar voorlopig laatste cd.
In 2003 was Gibson jurylid in American Juniors, een kinderversie van het televisieprogramma American Idol. Dit was ze samen met Gladys Knight en Jordan Knight (een ex-lid van New Kids On The Block met wie ze in 2006 een duet opnam). Omdat van dit programma slechts één seizoen gemaakt is, verdween ze daarna weer van het scherm. In 2006 was ze kort te zien in de Amerikaanse versie van Sterren dansen op het ijs, met partner Kurt Browning, maar hield het maar drie ronden uit. Ten slotte verscheen in 2007 Electric youth: the musical met veertien liedjes van Debbie Gibson. Deze musical werd niet door haarzelf geschreven, maar Gibson gaf wel toestemming om haar liedjes voor het verhaal te gebruiken. In 2011 was Gibson te zien in de videoclip van Katy Perry: Last Friday Night (T.G.I.F.). Hierin speelde ze Tiffany Terry.

## Discografie

### Albums
| Album met eventuele hitnotering(en) in de Nederlandse Album Top 100 | Datum van verschijnen | Datum van binnenkomst | Hoogste positie | Aantal weken | Opmerkingen |
| ------------------------------------------------------------------- | --------------------- | --------------------- | --------------- | ------------ | ----------- |
| Out of the blue                                                     |                       | 3-9-1988              | 29              | 11           |             |

### Singles
| Single met eventuele hitnotering(en) in de Nederlandse Top 40 | Datum van verschijnen | Datum van binnenkomst | Hoogste positie | Aantal weken | Opmerkingen |
| ------------------------------------------------------------- | --------------------- | --------------------- | --------------- | ------------ | ----------- |
| Only in my dreams                                             |                       | 10-10-1987            | tip             |              |             |
| Shake your love                                               |                       | 26-3-1988             | 24              | 4            |             |
| Foolish beat                                                  |                       | 20-8-1988             | 8               | 9            |             |
| Lost in your eyes                                             |                       | 4-3-1989              | tip             |              |             |
| Electric youth                                                |                       | 6-5-1989              | tip             |              |             |

| Single met hitnotering(en) in de Vlaamse Ultratop 50 | Datum van verschijnen | Datum van binnenkomst | Hoogste positie | Aantal weken | Opmerkingen      |
| ---------------------------------------------------- | --------------------- | --------------------- | --------------- | ------------ | ---------------- |
| Shake your love                                      |                       | 1988                  | 29              |              | in de BRT Top 30 |
| Shake your love                                      | re-entry              | 1988                  | 16              |              | in de BRT Top 30 |
| Foolish beat                                         |                       | 1988                  | 15              |              | in de BRT Top 30 |
| Lost in your eyes                                    |                       | 15-4-1989             | 23              |              | in de BRT Top 30 |
| Electric youth                                       |                       | 20-5-1989             | 28              |              | in de BRT Top 30 |
| No more rhyme                                        |                       | 9-9-1989              | 29              |              | in de BRT Top 30 |